# Peter Pan Live Tour
Il Peter Pan Live Tour è il secondo tour ufficiale del cantautore italiano Ultimo che lo ha visto esibirsi in varie città d'Italia al fine di promuovere il suo disco Peter Pan, uscito il 9 febbraio 2018.

## Descrizione
Il tour è stato annunciato dall'artista il 25 gennaio 2018 ed era inizialmente composto da 10 date; successivamente è stato aggiunto il raddoppio della data milanese a conclusione del tour. Il 6 aprile 2018 è stata annunciata un'appendice del tour, intitolata Esageriamo?, che consisteva in due concerti al Palazzetto dello Sport di Roma e al Mediolanum Forum di Assago, i primi del cantautore nei palazzetti; dopo il sold-out della data romana, essa è stata raddoppiata, e infine, dopo che tutte e tre le date sono andate sold-out, è stata aggiunta una data zero al PalaMaggetti di Roseto degli Abruzzi.

### Scaletta
Salvo alcune modifiche avvenute nel corso del tour, la scaletta è stata pressoché simile a quella della prima data a Bologna:
1. Buon viaggio
2. Canzone stupida
3. Sabbia
4. Cascare nei tuoi occhi
5. Ovunque tu sia
6. Poesia senza veli
7. Dove il mare finisce
8. Pianeti
9. Domenica
10. Mille universi
11. La stella più fragile dell’universo
12. Farfalla bianca
13. Il ballo delle incertezze
14. Il vaso
15. Vorrei soltanto amarti
16. Le stesse cose che facevo con te
17. Ti dedico il silenzio
18. Stasera
19. L’unica forza che ho
20. L’eleganza delle stelle
21. Forse dormirai
22. Giusy
23. Sogni appesi
24. Peter Pan (vuoi volare con me?)

Per quanto riguarda i concerti nei palazzetti, la scaletta è stata simile a quella del concerto del Mediolanum Forum (con la differenza che l'ospite della prima data romana è stato Fabrizio Moro, che si è esibito con L'eternità (il mio quartiere) e Portami via):
1. Sabbia
2. Il capolavoro
3. Canzone stupida
4. Cascare nei tuoi occhi
5. Ovunque tu sia
6. Chiave
7. Ti dedico il silenzio
8. Vorrei soltanto amarti
9. Poesia senza veli
10. Mille universi
11. Dove il mare finisce
12. Il ballo delle incertezze
13. Domenica
14. Pianeti
15. Racconterò di te
16. Stasera
17. L’eleganza delle stelle
18. Forse dormirai
19. La stella più fragile dell’universo
20. Mostro – E fumo ancora
21. Medley: Buon viaggio – Le stesse cose che facevo con te – La storia di un uomo
22. Albachiara
23. Farfalla bianca
24. Giusy
25. Sogni appesi
26. Peter Pan (vuoi volare con me?)

## Date
| Anno | Giorno    | Città         | Luogo                  | Ospiti   |
| ---- | --------- | ------------- | ---------------------- | -------- |
| 2018 | 4 maggio  | Bologna       | Estragon               |          |
| 2018 | 5 maggio  | Padova        | Gran Teatro Geox       |          |
| 2018 | 8 maggio  | Venaria Reale | Teatro della Concordia |          |
| 2018 | 11 maggio | Milano        | Fabrique               |          |
| 2018 | 12 maggio | Roma          | Atlantico Live         |          |
| 2018 | 13 maggio | Roma          | Atlantico Live         |          |
| 2018 | 17 maggio | Bari          | Demodé Club            |          |
| 2018 | 18 maggio | Napoli        | Casa della Musica      |          |
| 2018 | 20 maggio | Perugia       | Afterlife              |          |
| 2018 | 25 maggio | Firenze       | Obihall                |          |
| 2018 | 26 maggio | Milano        | Fabrique               | - Mostro |

### Esageriamo?
| Anno | Giono      | Città                | Luogo            | Ospiti          |
| ---- | ---------- | -------------------- | ---------------- | --------------- |
| 2018 | 30 ottobre | Roseto degli Abruzzi | PalaMaggetti     |                 |
| 2018 | 1 novembre | Roma                 | PalaLottomatica  | - Fabrizio Moro |
| 2018 | 2 novembre | Roma                 | PalaLottomatica  |                 |
| 2018 | 4 novembre | Milano               | Mediolanum Forum | - Mostro        |